# Tajvan az 1998. évi téli olimpiai játékokon
Tajvan a japán Naganóban megrendezett 1998. évi téli olimpiai játékok egyik részt vevő nemzete volt. Az országot az olimpián 3 sportágban 7 sportoló képviselte, akik érmet nem szereztek.

## Bob
| Versenyző                                                 | Versenyszám | 1. futam | 1. futam | 2. futam | 2. futam | 3. futam | 3. futam | 4. futam | 4. futam | Összesítés | Összesítés |
| Versenyző                                                 | Versenyszám | Idő      | Hely.    | Idő      | Hely.    | Idő      | Hely.    | Idő      | Hely.    | Idő        | Helyezés   |
| --------------------------------------------------------- | ----------- | -------- | -------- | -------- | -------- | -------- | -------- | -------- | -------- | ---------- | ---------- |
| Sun Kuang-Ming Cheng Jin-Shan                             | Kettes      | 56,84    | 34.      | 56,86    | 33.      | 56,71    | 33.*     | 56,93    | 35.      | 3:47,34    | 34.        |
| Sun Kuang-Ming Duh Maw-Sheng Chang Mau-San Cheng Jin-Shan | Négyes      | 55,30    | 27.      | 55,13    | 26.      | 55,52    | 26.      |          |          | 2:45,95    | 26.        |

* - egy másik csapattal azonos eredményt ért el

## Műkorcsolya
| Versenyző | Versenyszám  | Rövid program     | Rövid program | Rövid program | Kűr               | Kűr     | Kűr         | Összesítés         | Összesítés |
| Versenyző | Versenyszám  | Több. hely. száma | Hely.         | Hely. pont.   | Több. hely. száma | Hely.   | Hely. pont. | Helyezési pontszám | Helyezés   |
| --------- | ------------ | ----------------- | ------------- | ------------- | ----------------- | ------- | ----------- | ------------------ | ---------- |
| David Liu | Férfi egyéni | 7×28+             | 27.           | 13,5          | kiesett           | kiesett | kiesett     | kiesett            | kiesett    |

## Szánkó
| Versenyző         | Versenyszám | 1. futam | 1. futam | 2. futam | 2. futam | 3. futam | 3. futam | 4. futam | 4. futam | Összesítés | Összesítés |
| Versenyző         | Versenyszám | Idő      | Hely.    | Idő      | Hely.    | Idő      | Hely.    | Idő      | Hely.    | Idő        | Helyezés   |
| ----------------- | ----------- | -------- | -------- | -------- | -------- | -------- | -------- | -------- | -------- | ---------- | ---------- |
| Hsieh Hsiang-Chun | Férfi egyes | 54,192   | 31.      | 53,093   | 31.      | 53,325   | 29.      | 54,159   | 30.      | 3:34,769   | 30.        |
| Lee Yi-Fang       | Női egyes   | 55,052   | 29.      | 55,217   | 29.      | 56,648   | 29.      | 53,117   | 27.      | 3:40,034   | 29.        |